# محمد بن بشير
محمد بن بشير الخارجي العدواني (50 - 130 هـ/670 - 747م) هو شاعر أموي عاش في المدينة المنورة في مكان يُسمى الروحاء.

## السيرة الذاتية
هو محمّد بن بشير بن عبد الله بن عقيل بن أسعد بن حبيب بن سنان بن عوف بن بكر بن يشكر بن عدوان الخارجي العدواني ، من بني خارجة من عدوان بن عمرو بن قيس بن عيلان بن مضر، وقبيلة عدوان من اهل الطائف و الحجاز.
كان شاعراً فصيحاً، ويكنى أبا سليمان. قدم إلى البصرة في طلب ميراث له بها، فخطب عائشة بنت يحيى بن يعمر الخارجية؛ من خارجة عدوان. فأبت أن تتزوجه إلا أن يقيم معها بالبصرة، ويترك الحجاز، ويكون أمرها في الفرقة إليها، فأبى أن يفعل. ثم زاد صاحب الأغاني : «وخاطب أباها يحيى بن يعمر في ذلك، فقال له: إنها امرأة برزة عاقلة، لا يفتات على مثلها بأمرها، وما عندها عنك من رغبة، ولكنها امرأة في خلقها شدة، ولها غيرة، وقد بلغني أن لك زوجتين، وما أراها تصبر على أن تكون ثالثة لهما؛ فانظر في امرك، وشاور فيه: فإما أن أقمت بالبصرة معها، فعفت لك عن صاحبتيك، إذ لا مجاورة بينهما وبينها ولا عشرة، وإن شئت فارقتهما وأخرجها معك. فصار إلى رحله مغموماً. وشاور ابن عم له يقال له وراد بن عمرو في ذلك، فقال له: إن في يحيى بن يعمر لرغبة، لثروته وكثرة ماله، وما ذكرته من جمال ابنته، وما نحب أن تفارق زوجتيك- وكانت إحداهما ابنة عمه، والأخرى من أشجع- فتقيم معها السنة بالبصرة، ونمضي نحن ، فإن رغبت فيها تمسكت بها، وأقمت بمكانك، وإن رغبت في العود إلى بلدك، كتبت إلينا فجئناك، حتى تنصرف معنا إلى بلدك.»الأغاني ج6.
في شعره متانه وفصاحة، وكان منقطعاً إلى أبي عبيدة بن زمعة القرشي ولم يتصل الشاعر بالخلفاء وإنما اكتفى ببعض المتنفذين الذين كانوا يكفونه مؤونته ولم يمدح في شعره إلا  زيد بن الحسن بن علي بن أبي طالب ورثى سليمان بن الحصين وكان خليله وقد جزع عليه عند موته جزعاً شديداً.

## شعره
ماذا يكلفكَ الروحات والدلجا البر طوراً وطورا تركب اللججا
كمْ من فتى قصرت في الرزق خطوته ألفيتهُ بسهام الرزقِ قدْ فلجا
لا تيأسنَّ وإنْ طالتْ مطالبة ٌ إذا استعنت بصبرٍ أنْ ترى فرجا
إنَّ الأمور إذا انسدتْ مسالكها فالصبر يفتح منها كلَّ ما ارتتجا
أخلقْ بذي الصبر أنْ يحظى بحاجته ومدمنِ القرع للأبواب أنْ يلجا
فاطلبْ لرجلكَ قبلَ الخطو موضعها فمن علا زلقاً عنْ غرة ٍ زلجا
ولا يغرنكَ صفوٌ أنتَ شاربهُ فربما كان بالتكدير ممتزجَا
لا ينتج الناس إلا منْ لقاحهم يبدو لقاح الفتى يوماً إذا نتجا
لا يمنعنك يأسٌ منْ مطالبةٍ فضيقُ السبل يوماً ربما انتهجا